# إرفين ماكمانوس
إرفين ماكمانوس (بالإنجليزية: Erwin McManus) هو مؤلف أمريكي، ولد في 28 أغسطس 1958 في السلفادور.

## وصلات خارجية
- الموقع الرسمي
- إرفين ماكمانوس على موقع IMDb (الإنجليزية)